# Eudyptula minor
Il pinguino minore blu (Eudyptula minor J.R.Foster, 1781) è un uccello della famiglia Spheniscidae, diffuso lungo le coste meridionali dell'Australia e nei mari della Tasmania e della Nuova Zelanda. È l'unica specie vivente del genere Eudyptula. Alto massimo  40 centimetri.

## Descrizione
Il pinguino minore blu è il più piccolo pinguino al mondo, con i suoi 41 cm di altezza e 0,7-2 kg di peso. Il suo piumaggio è grigio tendente al bluastro sul dorso, bianco sul ventre e ha i margini delle ali bianchi. Presenta zampe rosa scuro, una coda corta, occhi grigio-bluastri e un becco grigio scuro.

## Biologia

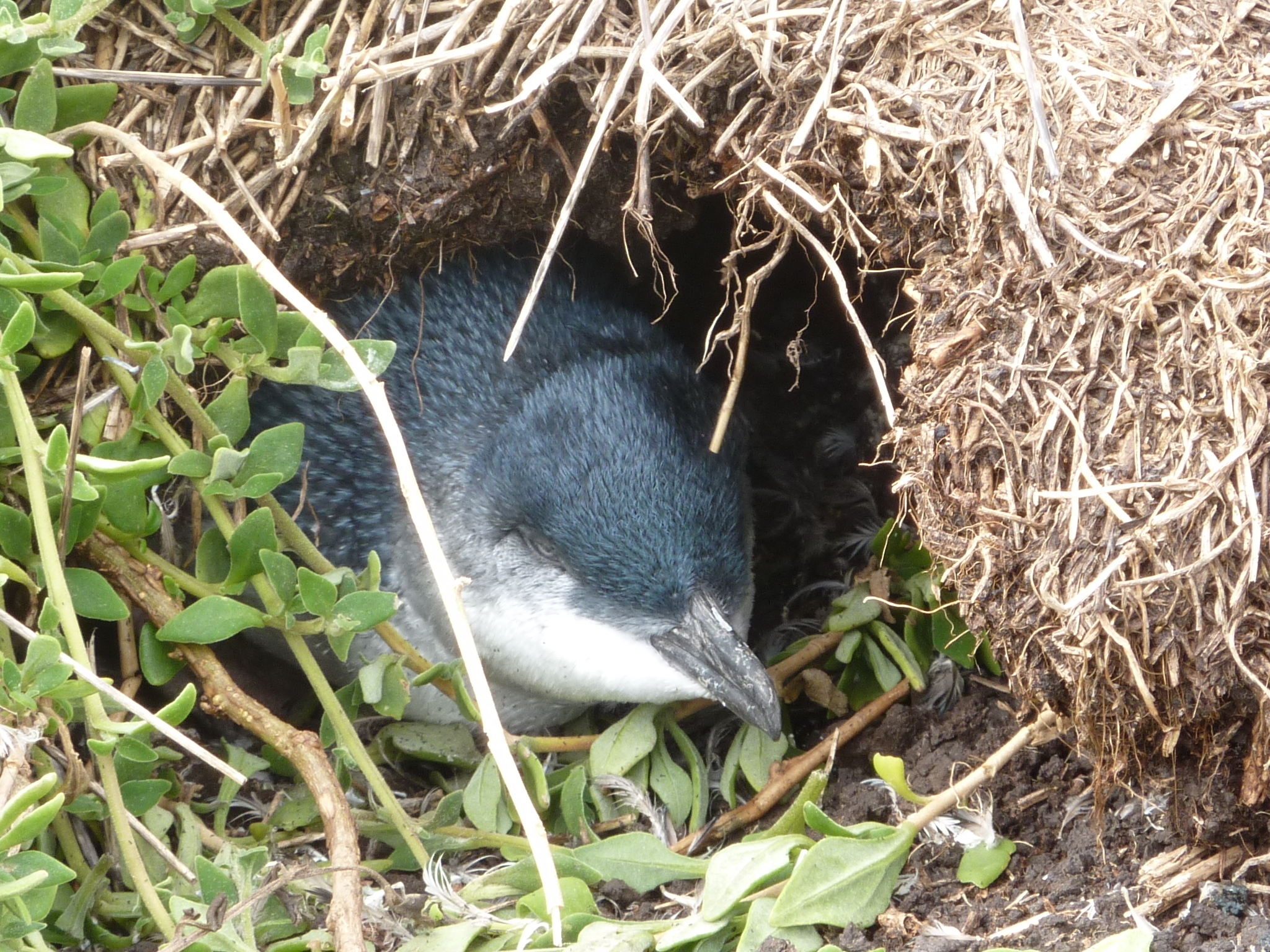
Pinguino nel suo nido

### Riproduzione
La stagione riproduttiva del pinguino minore blu si ha nella primavera e nell'estate australe (da settembre a marzo), anche se può variare a seconda della zona o di anno in anno per via del clima o dell'abbondanza di prede; infatti la deposizione delle uova avviene tutto l'anno. I pinguini costruiscono il nido su spiagge o coste rocciose, in luoghi riparati come grotte, fessure nella roccia e buche scavate o naturali al riparo della vegetazione; la femmina lo imbottisce con materiale morbido come ramoscelli o erba e vi depone due uova bianche. I genitori covano a turno le uova, con intervalli variabili da 6 ore a 8 giorni, per 33-42 giorni circa. Il cambio avviene dopo il tramonto e, per trovare il proprio partner tra le altre coppie della colonia, i pinguini effettuano una serie di richiami trombettanti per riconoscersi nel buio della notte. Dopo la schiusa i piccoli vengono nutriti dai genitori dopo il tramonto, cioè al ritorno del genitore che è stato a caccia, per 7-10 giorni e curati per altri 13-20 giorni. Di solito restano con i genitori per due mesi, cioè fino all'indipendenza, ma possono separarsi prima, formando gruppi di 3-6 pulcini. 
Dopo la stagione riproduttiva gli adulti si spostano dalle colonie, circa 20 km, per ingrassare: infatti dopo questo periodo ritornano alla colonia o in posti vicini, dove poi rimarranno per la stagione invernale, per fare la muta del piumaggio che gli impedisce di immergersi per mangiare. I giovani, che raggiungono la maturità sessuale a 2-3 anni d'età, a differenza degli adulti non sono sedentari e si spostano anche fino a 1000 km dal luogo di nascita.

### Alimentazione
Il pinguino minore blu è attivo principalmente di giorno ed è una delle poche specie attiva anche di notte. Caccia immergendosi in mare aperto da solo o in gruppo, nutrendosi principalmente di pesci, come acciughe e sardine, e cefalopodi che inghiotte senza riemergere. Durante la stagione riproduttiva il pinguino minore blu entra in mare al mattino per cacciare e ritorna al nido solo dopo il tramonto, protetto dal buio.

## Distribuzione e habitat
È diffuso dalle coste sud-occidentali dell'Australia sino alle isole Chatham della Nuova Zelanda.
Esemplari accidentali sono stati inoltre osservati occasionalmente lungo le coste del Cile.

## Sistematica
Venne inizialmente definito come Aptenodytes minor da J.R Foster nel 1781 e successivamente segregata da Bonaparte in un genere a sé stante.
La specie è suddivisa in sei sottospecie:
- E. minor novaehollandiae (Stephens, 1826) - diffusa in Tasmania e Australia
- E. minor iredalei Mathews, 1911 - diffusa in Isola del Nord (Nuova Zelanda)
- E. minor variabilis Kinsky & Falla, 1976 - diffusa nella parte meridionale dell'Isola del Nord e nello stretto di Cook (Nuova Zelanda)
- E. minor minor (J.R.Forster, 1781) - diffusa nell'Isola del Sud e nell'isola Stewart (Nuova Zelanda)
- E. minor albosignata Finsch, 1874 - diffusa nell'Isola del Sud (Nuova Zelanda)
- E. minor chathamensis Kinsky & Falla, 1976 - diffusa nelle isole Chatham

La sottospecie albosignata viene considerata da alcuni autori come specie distinta, ma tale scelta non è accettata dal Congresso Ornitologico Internazionale.